# Uroš Čučković
Uroš Čučković, črnogorski vaterpolist, * 25. april 1990, Kotor, Črna gora.
Igra za francoski vaterpolski klub  CN Marseille. Visok je 201 centimeter, težak pa 103 kilogramov.